# Клане в Ески Джумая
Клането в Ески Джумая е избиване на част от българското население в град Ески Джумая (дн. Търговище), извършено от османския башибозук дни преди Освобождението на града от османско владичество.

## Причина
С настъплението на руската армия на 27 януари 1878 г. събралите се от града и околни села турци започват да се изселват с редовната турска армия към Шумен. В града остават някои от придошлите от селата турци, черкези и въоръжен под предводителството на Къзъли Юсуф, Кючук Али и Джун Ахмед, които подлагат града.

## Убийства
Една част българи тръгват към Шумен, но малък брой стигат дотам, повечето биват избити. В града биват запалени панаирът чаршията и българската „Срещна махала“.
В книгата „Страданието на Българите“, издадена в Пловдив през 1889 г., се описва:
| „ | ...след като турците отдалечили от града семействата си, под предводителството на Къзили Юсуфа, Инджили Оглу Ахмеда, Кючук-Али Иджун Ахмеда с едно отделение войска и черкези, запалили чаршията и българската махала откъм десния бряг на дола Врана, впуснали се с пушки и голи ножове в ръце, мъчили за пари и изтезавали, жени безчестели, моми изнасилвали, на майки из ръцете деца грабили и на две ги разсичали, трудни жени разпаряли и рожбата им убивали, на старците ушите рязали, на някои с ножовете си очите извъртявали и най-после с пушка или нож ги умъртвявали. | “ |

## Съпротива
Тези които не избрали бягството, с оръжие в ръка се събрали в отделни къщи със семействата си и се отбранявали. Най-добре организирана била защитата в старата махала Варош. Хаджи Илия х. Марков, предупреден от Замък Ефенди, че турците се готвят да бягат, накупил барут и патрони, и заедно със сина си подготвил голямо количество муниции. Щом започнали палежите, местните български първенци се събират в къщата на Васил Маньоолу, решавайки да свикат населението от цялата махала и да се защитават. Събрали се към 350-400 души. Но не навсякъде отбраната имала успех – закланите, застреляни, обесени били много. Не била пощадена и църквата.

## Освобождение на града
Виждайки безизходното положение, неколцина смели граждани, разделени на две групи, прехвърлили Балкана, търсейки руска помощ за града. Едната група – Пеньо Стоянов, Бандю Димитров, Геньо Димитров, Васил Стойков и Доси Тодоров, преминали край с. Разбойна и навлезли в Балкана през Боаза, минала край Вардун и приближила Осман пазар. Другата група, начело със Сава Севов и Стоян Митрев се озовала при русите, преминавайки през с. Божурка. Групата на Пеньо Стоянов била заловена от руски патрул и той докладвал на генерал-лейтенант Казимир Ернрот за трагичното положение на Ески Джумая.
Сформиран бил отряд под предводителството на руския полк. Карганов от 3 батальона на 43-ти пехотен охотински полк, сотня казаци и 2 оръдия. Частта незабавно се отправила към града и на 29 януари 1878 г. той бил освободен. На следващия ден, по решение на руското командване, 5 от заловените били осъдени и обесени публично заради деянията си.